# Paul-Marie-Arnaud de Lavie
Pour les articles homonymes, voir Lavie.
Paul-Marie-Arnaud de Lavie, marquis du Bourdeix, comte de Belhade, baron de Nontron (2 avril 1747, Bordeaux - 22 mai 1801, château du Taillan), est un magistrat et homme politique français.

## Biographie
Fils de Jean-Charles de Lavie (1694-1775), conseiller du roi et premier président du parlement de Bordeaux de 1735 à 1757, et de Bernardine Arnaud de Pomponne, il devient président à mortier au parlement de Bordeaux le 20 avril 1768.
Il est élu député de la noblesse aux États généraux par la sénéchaussée de Bordeaux, le 8 avril 1789. Il est chargé de la rédaction des cahiers de son ordre, et, partisan des principes modérés de la Révolution, est un des premiers à se réunir aux députés du tiers. Il accuse la noblesse et le clergé d'Alsace d'exiger des servitudes personnelles, propose de suspendre l'ordination des prêtres et de réglementer le traitement des curés, devient commissaire pour l'aliénation des domaines, s'oppose aux poursuites contre Westermann, propose de soumettre les avoués et les médecins au droit de patente, dénonce les agissements des moines dans les départements de l'Est, demande que les ministres ne pussent prendre l'initiative des lois sur l'impôt, eut maille à partir avec le côté droit de l'Assemblée qu'il dit n'être compose que de « brigands », et s'élève contre les communications des administrations avec les sociétés populaires. 
De retour à Bordeaux après la session, il demande, le 25 juillet 1792, un passeport pour se rendre à Londres, n'en profite probablement pas, puisque, sous la Terreur, il est arrêté par ordre de la commission militaire de Bordeaux, qui le fait bientôt relâcher. 
Élu haut-juré de la Gironde à la Haute-cour de Vendôme le 25 vendémiaire an IV, il devint député de ce département au Conseil des Anciens, le 23 germinal an V. Cette dernière élection ayant été annulée au 18 fructidor, comme entachée de royalisme, il renonce à la vie politique pour terminer ses jours dans son château du Taillan, où il avait formé une très belle bibliothèque.
Marié en 1769 Mary Dillon (1746-1782), fille de Robert Dillon, seigneur de Terrefort, il est le beau-père de Charles de Bryas et de Germain François Faure de Rochefort, le dernier intendant de Bretagne.

### Sources
- « Paul-Marie-Arnaud de Lavie », dans Adolphe Robert et Gaston Cougny, Dictionnaire des parlementaires français, Edgar Bourloton, 1889-1891 [détail de l’édition]